# Classe P6
La classe P6 è una classe di motosiluranti della Voenno-morskoj flot sovietica, realizzata in più di 400 esemplari tra la metà degli anni 1950 e i primi anni 1960 ed esportata largamente nei paesi amici.

## Storia
Le limitazioni della classe P4 in termini di autonomia e potenza di fuoco, con siluri di piccolo calibro, indussero i progettisti sovietici a disegnare le più grandi e potenti P6 (progetto 183 secondo la classificazione russa), con siluri da 533 mm e altre migliorie in ogni ambito.
Lo scafo, però, venne realizzato nel meno costoso legno. Furono battelli costruiti in oltre 400 esemplari e largamente esportati, in particolar modo in Cina (65 unità), Corea del Nord (64 unità, più 8 costruite in loco), Egitto (20 unità) e Guinea-Bissau (una unità).
La struttura era tipica delle motosiluranti: motori diesel, due tubi lanciasiluri da 533 mm e due impianti di mitragliere binate da 25 mm.
Gli sviluppi delle P6 sono stati molto importanti, come nel caso di cento esemplari completati come motocannoniere classe Komar, altri 50 come MO-VI in qualità di pattugliatori, motosiluranti sperimentali classe P8 e P10 (20 unità), mezzi bersaglio e da pattugliamento. Tuttavia, già nel 1985 tutte le navi del genere erano state poste fuori servizio dalla Marina sovietica.